# Piétrebais
Piétrebais (Nederlands: Neerbeek) is een dorp in de Belgische provincie Waals-Brabant en een deelgemeente van Incourt. Deze omvat naast Piétrebais ook de kern Chapelle-Saint-Laurent en het zuidoostelijke, landelijke gehucht Happeau.

## Geschiedenis
Op de Ferrariskaart uit de jaren 1770 zijn de twee dorpen Clle St. Laurent en Pietrebais aangeduid. Op het eind van het ancien régime werd Piétrebais een gemeente. De gemeente Chapelle-Saint-Laurent werd in 1811 opgeheven en bij Piétrebais gehecht.
De kerk van Piétrebais verdween in 1975. Bij de gemeentelijke fusies van 1977 werd het gehuchtje Happeau van Dongelberg naar Incourt overgeheveld, en kwam zo bij Piétrebais terecht.

## Bezienswaardigheden
- De Sint-Laurentiuskerk (Église Saint-Laurent) ligt in het gehucht Chapelle-Saint-Laurent en het is een neoclassicistisch kerkgebouw van 1866.

## Natuur en landschap
Piétrebais ligt aan de rivier de Piétrebais. De hoogte aan de kerk is 101 meter.

## Demografische ontwikkeling
- Bronnen:NIS, Opm:1831 tot en met 1970=volkstellingen, 1976= inwonersaantal op 31 december

## Nabijgelegen kernen
Biez, Longueville, Roux-Miroir, Nodebeek, Malen
Deelgemeenten: Glimes · Incourt · Opprebais · Piétrebais · Roux-Miroir

Overige dorpen en gehuchten: Alliébroux · Brombais · Chapelle-Saint-Laurent · Happeau · La Haie · Le Manil · Longpré · Sart-Risbart · Thorembisoul

Belgische gemeenten · Arrondissement Nijvel · Waals-Brabant · Wallonië